# 大乘本生心地觀經
大乘本生心地觀經，收於大正藏本緣部。該經中敘述佛陀在王舍城耆闍崛山中，為文殊、彌勒等諸大菩薩開示出家住阿蘭若者，如何觀心地、滅妄想，而成佛道。自古以來，以經中關於報四恩之思想而馳名。
因經名帶有「本生」二字，而被歸入本緣部，但僅在序品略為提及，非主談本生故事，其思想主要是以心為主導。主張一切諸法皆從心地而生，皆從心地而起。

## 題解
本生，記錄佛陀還未成佛的前生故事。
心地，心為萬法之本，能生一切諸法，故曰「心地」。如《大乘本生心地觀經》中說：「眾生之心猶如大地，五穀五果從大地生。如是心法，生世出世善惡五趣，有學無學、獨覺、菩薩及於如來。以是因緣，三界唯心，心名為地」，經中勸勉「一切凡夫，親近善友，聞心地法，如理觀察，如說修行，自作教他，讚勵慶慰，如是之人能斷三障速圓眾行，疾得阿耨多羅三藐三菩提」。
又，修行者依心而修行，長養諸善根功德，亦是「心地」。一切眾生之本覺真性，即為心地、佛性。

## 傳譯
據經序所說，本經梵本為唐高宗時師子國所進獻，由罽賓三藏般若等八人，於唐朝貞元六年譯出。

## 內容
《大乘本生心地觀經》共計有十三品：序品、報恩品、厭捨品、無垢性品、阿蘭若品、離世間品、厭身品、波羅密多品、功德莊嚴品、觀心品、發菩提心品、成佛品、囑累品。
本經的成立係以《般若經》、《涅槃經 》、《維摩經》、《法華經》、《華嚴經》等大乘佛教思想為基礎，再加上攝論宗的唯心說、唯識宗的唯識說而建立三界唯心唯識說。在實踐方面，則主張依從彌勒信仰往生兜率天，教人持守菩薩戒，行十波羅蜜及禪定觀心，並勸修《諸佛境界攝真實經》等所說的三密修行；對在家眾則說報恩行。

## 注解
- （清）來舟《大乘本生心地觀經淺註》
- 太虛大師《大乘本生心地觀經講記》

## 考證
本經的成立年代，從經中三界唯心唯識說來看，應當是在世親之後，當在西元五、六百年左右。
本經含有《般若》、《維摩》、《法華》、《華嚴》、《涅槃》、《賢劫》、《觀普賢經》、《諸佛境界攝真實》、《菩薩心地戒品》、《首楞嚴三昧經》、《觀彌勒上生經》等諸經的思想觀點，並以《瑜伽》、《攝大乘》、《唯識》諸論為其基礎。
此外，本生故事中也含有不少的經典。例如，〈流水長者的本生〉是依據《金光明經》，〈九劫超越〉依據《大毗婆沙論》，〈尸毗王〉、〈薩埵王子〉、〈金色大鹿王〉、〈慈力王〉等依據《六度集經》、《菩薩本生鬘論》，可見本經成立於印度大乘佛教後期，是以全體佛教為背景。

## 外部連結
- 《大乘本生心地觀經》〈發菩提心品、成佛品、囑累品〉 與藏傳佛教即身成佛之異同（一） （页面存档备份，存于）
- 《大乘本生心地觀經》的「十方如來最勝祕密心地法門」
- 《大乘本生心地观经》的修行次第与弥勒法门 （页面存档备份，存于）
- 佛學辭彙：四恩[永久]